# Pandanus bifidus
Pandanus bifidus är en enhjärtbladig växtart som beskrevs av Harold St.John. Pandanus bifidus ingår i släktet Pandanus och familjen Pandanaceae.
Artens utbredningsområde är Thailand. Inga underarter finns listade.